# The Long Lane
The Long Lane est le nom médiéval et moderne de la voie romaine qui coupait presque plein ouest à travers le Derbyshire, depuis Derventio, camp fortifié et vicus romain situé dans la banlieue de la Derby moderne (dont le musée présente des éléments de ce passé), jusqu'à Rocester, lieu d'un autre établissement romain, et Draycott in the Moors. Au-delà, la même voie, bien que ne portant plus le même nom, se poursuivait dans le Staffordshire jusqu'à Chesterton, près de Newcastle-under-Lyme. Sa destination était Middlewich (en latin Salinae), d'où il était facile de gagner l'importante cité de Chester (en latin Deva).
The Long Lane est citée pour son long tracé rectiligne, typique des voies romaines.